# Дейв Дебушер
Девід Альберт Дебушер (англ. David Albert DeBusschere, 16 жовтня 1940, Детройт — 14 травня 2003, Нью-Йорк) — американський професіональний баскетболіст, що грав на позиціях легкого форварда і важкого форварда за декілька команд НБА, зокрема за «Нью-Йорк Нікс», яка навіки закріпила за ним ігровий №22. Дворазовий чемпіон НБА. Згодом — баскетбольний тренер.
1983 року введений до Баскетбольної Зали слави (як гравець). 1996 року був названий одним з 50 найвизначніших гравців в історії НБА.

## Баскетбольна кар'єра

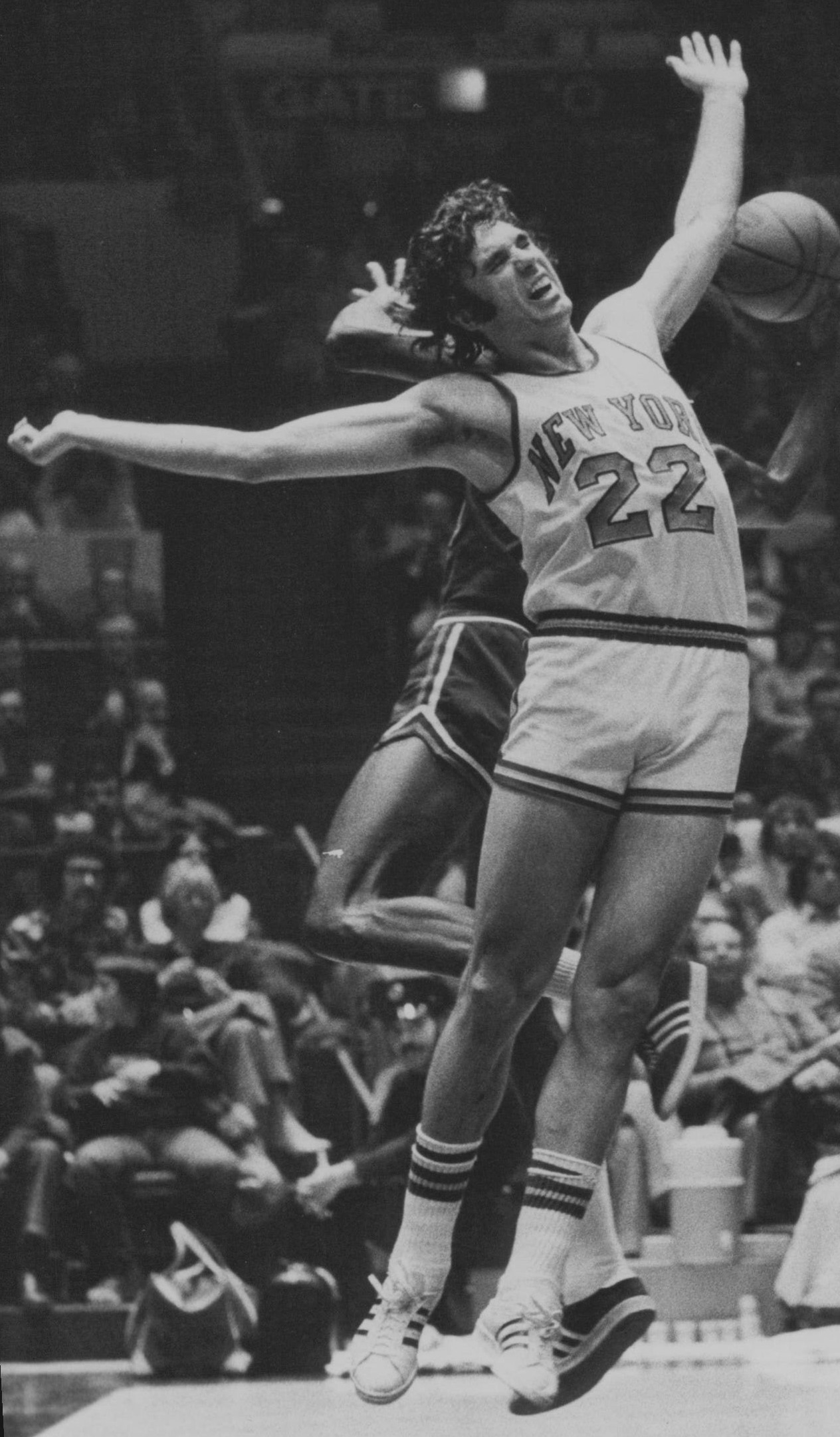
Дебушер у грі за «Нью-Йорк»

Починав грати у баскетбол у команді Католицької школи Остіна (Детройт, Мічиган). Привів команду до чемпіонства штату Мічиган, перемігши у фіналі команду Старшої школи Бентон Гарборо з Четом Вокером на чолі. На університетському рівні грав за команду Детройт (1959–1962). Паралельно також виступав за бейсбольну команду університету, де був пітчером.
1962 року був обраний як територіальний вибір драфту НБА командою «Детройт Пістонс». Захищав кольори команди з Детройта протягом наступних 6 сезонів. У дебютному сезоні набирав 12,7 очок та 8,7 підбирань за гру, за що був включений до першої збірної новачків НБА. У сезоні 1964-1965 був призначений граючим тренером команди, ставши таким чином наймолодшим головним тренером в історії НБА. Команда з Дебушером на чолі не змогла добитися значних успіхів, тому 1967 року знову став повноцінним гравцем команди. 
Другою і останньою ж командою в кар'єрі гравця стала «Нью-Йорк Нікс», до складу якої він приєднався 1968 року і куди був обміняний на Волта Белламі та Говарда Комайвза. Відіграв за «Нікс» 6 сезонів. Його партнерами по команді були такі гравці як Вілліс Рід, Білл Бредлі та Волт Фрезьєр. 1970 року «Нью-Йорк» переміг у фіналі НБА «Лос-Анджелес Лейкерс» та став чемпіоном. Згодом до команди приєднався Ерл Монро, який допоміг «Нікс» стати чемпіонами 1973 року.

## Бейсбольна кар'єра
1962 року підписав контракт з клубом «Чикаго Вайт Сокс», де був пітчером. Зігравши за клуб всього три сезони, вирішив залишити цей спорт і сконцентруватися на своїй баскетбольній кар'єрі, де також планував бути тренером.
Він є одним з тринадцяти спортсменів, які виступали в НБА (або АБА) та МЛБ, серед яких також були Марк Гендріксон, Денні Ейндж, Джин Конлі, Рон Рід, Дік Гроут, Стів Гамільтон, Коттон Неш, Френк Баумгольц, Дік Ріккетс, Гоуі Шульц, Джонні Джі та Чак Коннорс.

## Життя після ігрової кар'єри
Після завершення спортивної кар'єри працював у структурі клубу «Нью-Йорк Нетс». У останньому 1975-1976 сезоні АБА був її комісіонером. Відіграв значну роль у злитті НБА та АБА. Протягом 1980-х років працював асистентом головного тренера «Нью-Йорк Нікс», а потім директором з баскетбольних операцій цього ж клубу. Саме він задрафтував майбутню легенду франшизи Патріка Юінга. 
1979 року разом з партнерами придбав журнал «Ринг». 
Помер 2003 року від інфаркту міокарда.

## Статистика виступів в НБА
| † | Позначає сезон, в якому Дейв Дебушер ставав чемпіоном НБА |

### Регулярний сезон
| Сезон              | Команда            | GP  | GS | MPG  | FG%  | 3P% | FT%  | RPG  | APG | SPG | BPG | PPG  |
| ------------------ | ------------------ | --- | -- | ---- | ---- | --- | ---- | ---- | --- | --- | --- | ---- |
| 1962–63            | «Детройт Пістонс»  | 80  | –  | 29.4 | .430 | –   | .718 | 8.7  | 2.6 | –   | –   | 12.7 |
| 1963–64            | «Детройт Пістонс»  | 15  | –  | 20.3 | .391 | –   | .581 | 7.0  | 1.5 | –   | –   | 8.6  |
| 1964–65            | «Детройт Пістонс»  | 79  | –  | 35.1 | .425 | –   | .700 | 11.1 | 3.2 | –   | –   | 16.7 |
| 1965–66            | «Детройт Пістонс»  | 79  | –  | 34.1 | .408 | –   | .659 | 11.6 | 2.6 | –   | –   | 16.4 |
| 1966–67            | «Детройт Пістонс»  | 78  | –  | 37.1 | .415 | –   | .705 | 11.8 | 2.8 | –   | –   | 18.2 |
| 1967–68            | «Детройт Пістонс»  | 80  | –  | 39.1 | .442 | –   | .664 | 13.5 | 2.3 | –   | –   | 17.9 |
| 1968–69            | «Детройт Пістонс»  | 29  | –  | 37.7 | .447 | –   | .723 | 12.2 | 2.2 | –   | –   | 16.3 |
| 1968–69            | «Нью-Йорк Нікс»    | 47  | –  | 39.4 | .442 | –   | .682 | 11.4 | 2.7 | –   | –   | 16.4 |
| 1969–70†           | «Нью-Йорк Нікс»    | 79  | –  | 33.3 | .451 | –   | .688 | 10.0 | 2.5 | –   | –   | 14.6 |
| 1970–71            | «Нью-Йорк Нікс»    | 81  | –  | 35.7 | .421 | –   | .696 | 11.1 | 2.7 | –   | –   | 15.6 |
| 1971–72            | «Нью-Йорк Нікс»    | 80  | –  | 38.4 | .427 | –   | .728 | 11.3 | 3.6 | –   | –   | 15.4 |
| 1972–73†           | «Нью-Йорк Нікс»    | 77  | –  | 36.7 | .435 | –   | .746 | 10.2 | 3.4 | –   | –   | 16.3 |
| 1973–74            | «Нью-Йорк Нікс»    | 71  | –  | 38.0 | .461 | –   | .756 | 10.7 | 3.6 | 0.9 | 0.5 | 18.1 |
| Усього за кар'єру  | Усього за кар'єру  | 875 | –  | 35.7 | .432 | –   | .699 | 11.0 | 2.9 | 0.9 | 0.5 | 16.1 |
| В іграх усіх зірок | В іграх усіх зірок | 8   | 1  | 20.9 | .457 | –   | .750 | 6.4  | 1.4 | 0.1 | 0.0 | 9.6  |

### Плей-оф
| Сезон             | Команда           | GP | GS | MPG  | FG%  | 3P% | FT%  | RPG  | APG | SPG | BPG | PPG  |
| ----------------- | ----------------- | -- | -- | ---- | ---- | --- | ---- | ---- | --- | --- | --- | ---- |
| 1963              | «Детройт Пістонс» | 4  | –  | 39.8 | .424 | –   | .682 | 15.8 | 1.5 | –   | –   | 20.0 |
| 1968              | «Детройт Пістонс» | 6  | –  | 43.8 | .425 | –   | .578 | 16.2 | 2.2 | –   | –   | 19.3 |
| 1969              | «Нью-Йорк Нікс»   | 10 | –  | 41.9 | .351 | –   | .820 | 14.8 | 3.3 | –   | –   | 16.3 |
| 1970†             | «Нью-Йорк Нікс»   | 19 | –  | 36.9 | .421 | –   | .662 | 11.6 | 2.4 | –   | –   | 16.1 |
| 1971              | «Нью-Йорк Нікс»   | 12 | –  | 40.7 | .416 | –   | .659 | 13.0 | 1.8 | –   | –   | 16.4 |
| 1972              | «Нью-Йорк Нікс»   | 16 | –  | 38.5 | .450 | –   | .750 | 12.1 | 2.3 | –   | –   | 16.6 |
| 1973†             | «Нью-Йорк Нікс»   | 17 | –  | 37.1 | .442 | –   | .775 | 10.5 | 3.4 | –   | –   | 15.6 |
| 1974              | «Нью-Йорк Нікс»   | 12 | –  | 33.7 | .380 | –   | .621 | 8.3  | 3.2 | 0.6 | 0.3 | 12.0 |
| Усього за кар'єру | Усього за кар'єру | 96 | –  | 38.4 | .416 | –   | .698 | 12.0 | 2.6 | 0.6 | 0.3 | 16.0 |